# Rivoluzione egiziana del 2011
La rivoluzione egiziana del 2011, anche nota con il nome di rivolta egiziana del 2011 o rivoluzione del Nilo, rappresenta un vasto movimento di protesta che ha visto il succedersi di episodi di disobbedienza civile, atti di contestazione e insurrezioni, verificatisi in Egitto a partire dal 25 gennaio del 2011.
Il moto di protesta popolare egiziano, imperniato sul desiderio di rinnovamento politico e sociale contro il trentennale regime del presidente Hosni Mubarak, si è inizialmente manifestato con mezzi pacifici, ispirati alle proteste organizzate in Tunisia e in altri Paesi arabi che hanno portato alla destituzione del capo dello Stato Zine El-Abidine Ben Ali e a incidenti in numerosi stati, ma ha poi conosciuto sviluppi violenti, sfociando in aspri scontri che hanno provocato numerose vittime tra manifestanti, poliziotti e militari.

## La rivolta

### Proteste al Cairo il 25 gennaio

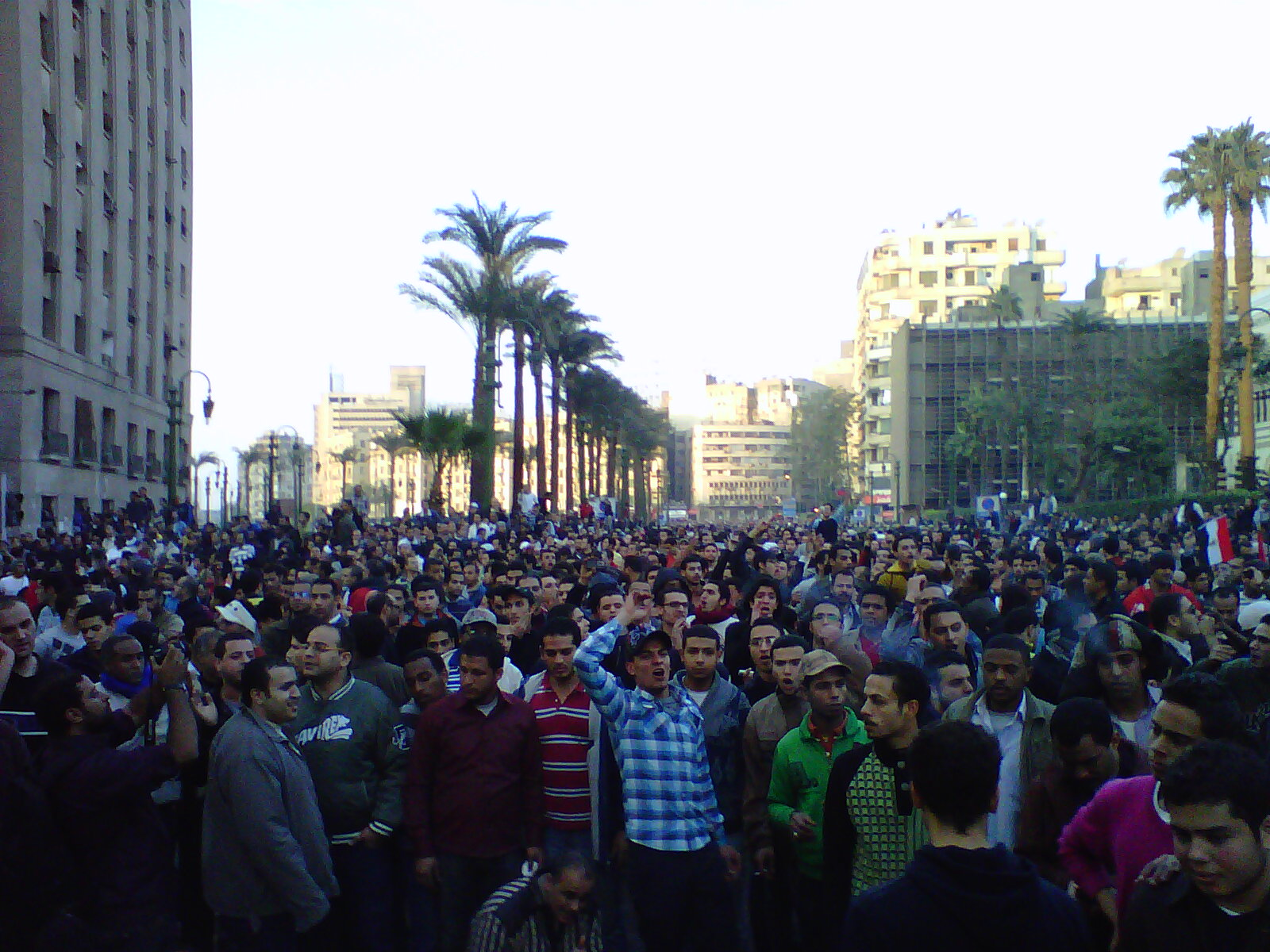
Affollamento a Giza nella "giornata della collera", il 25 gennaio

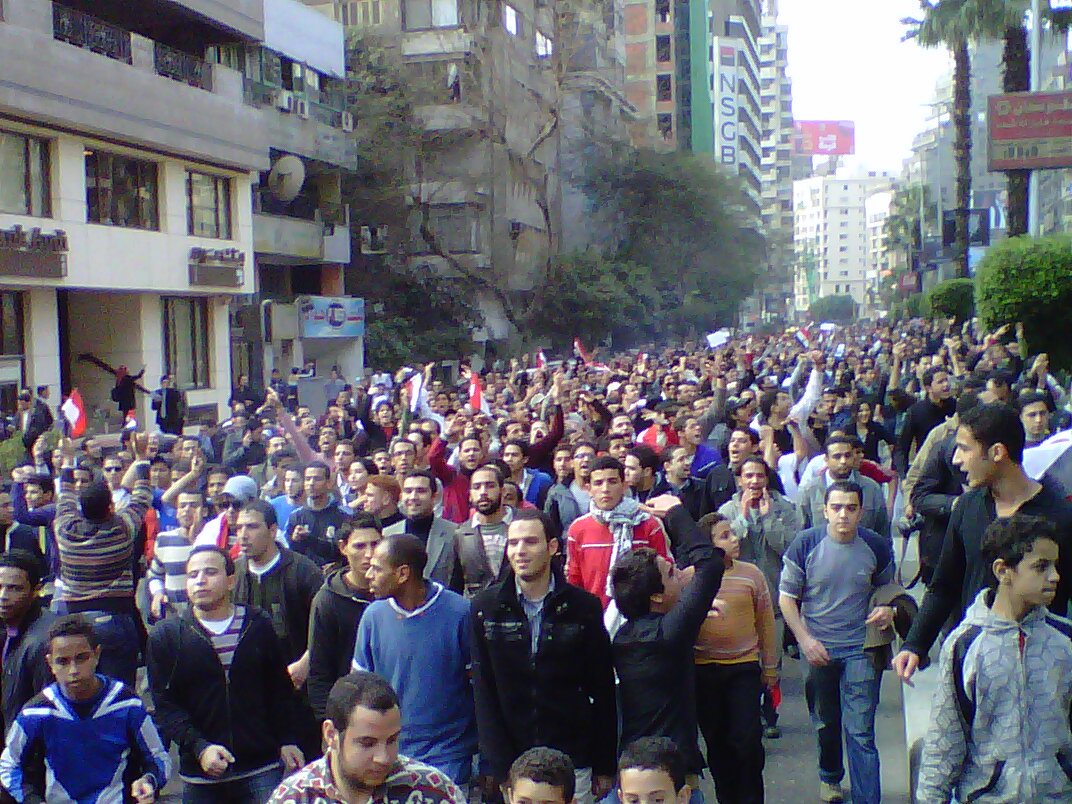
Marcia di protesta al Cairo il 25 gennaio

La scintilla della rivolta si fa risalire al 17 gennaio, quando al Cairo un uomo si dà fuoco, sulla scia di quanto accaduto in Tunisia al venditore ambulante Mohamed Bouazizi, divenuto simbolo della contestazione tunisina. Ancora il 20 gennaio due operai si danno alle fiamme per protestare contro un trasferimento forzoso.
La protesta esordisce il 25 gennaio, quando venticinquemila manifestanti, la maggior parte dei quali «giovani della classe media che sono nati e cresciuti con la faccia e la voce di Mubarak in televisione» scendono in piazza, nella capitale, per chiedere riforme politiche e sociali, sul modello della "rivoluzione del gelsomino" messa in atto in Tunisia. La manifestazione si trasforma poi in scontro aperto con le forze dell'ordine, con tumulti che hanno lasciato sul terreno quattro vittime, tra cui un poliziotto.
Lo stesso giorno i principali social network, tra cui Twitter e Facebook, appaiono oscurati, secondo alcuni per iniziativa delle autorità per evitare che le notizie in diretta sulle proteste nel paese facciano il giro del mondo.

### Nuovi scontri il 26 gennaio
Nonostante il governo avesse vietato gli affollamenti, il giorno dopo le proteste nella capitale il "Movimento 6 aprile" e il gruppo "Khāled Saʿīd", tra gli animatori delle proteste del martedì, incoraggiano la popolazione ad avviare nuove manifestazioni pacifiche per le piazze. Oltre che al Cairo, intense proteste si sviluppano nel Sinai, ad Alessandria e in alcune località del delta del Nilo. A Suez, dove le proteste sono più violente, un gruppo di manifestanti appicca il fuoco al palazzo del governo e tenta di dare alle fiamme la sede locale del partito del presidente Mubārak. Fonti della sicurezza riferiscono che durante il giorno 26 gennaio sono state arrestate 500 persone. Un civile e un agente, inoltre, perdono la vita, mentre decine risultano i feriti.
Il Times of India riporta che il figlio di Mubārak, Gamāl, indicato come probabile successore del padre, sarebbe fuggito a Londra il 25 gennaio insieme alla moglie e ai figli. La notizia viene però smentita da fonti aeroportuali locali.

### La rivolta si intensifica

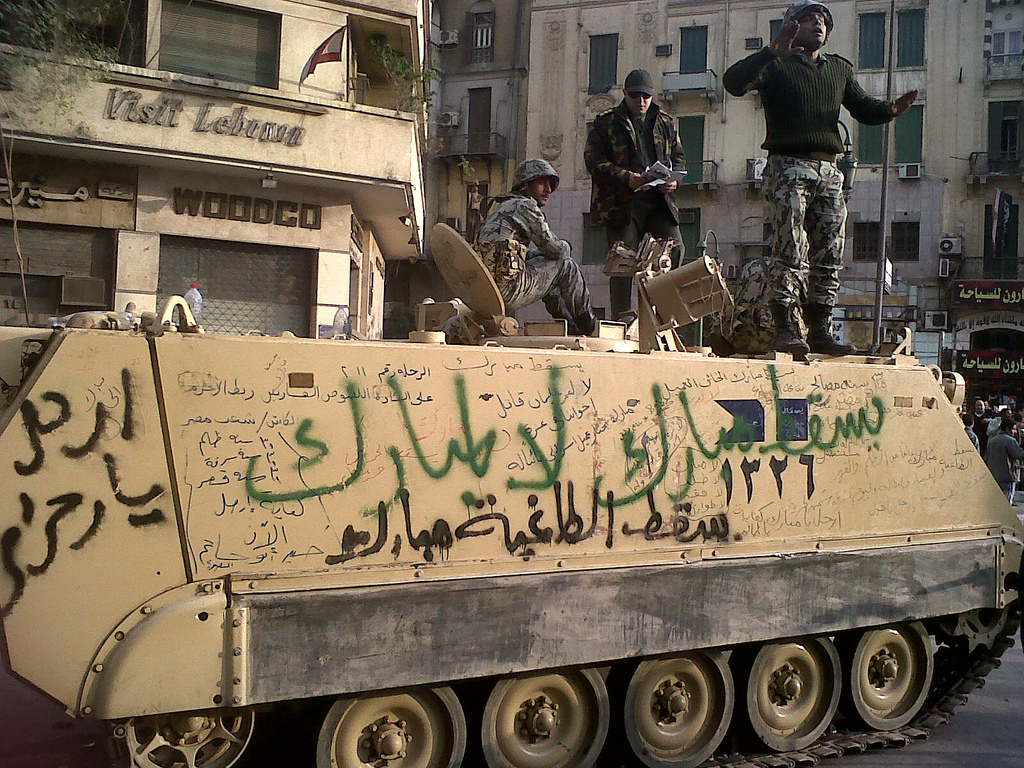
Un blindato dell'esercito con scritte lasciate dei manifestanti: yaskut Mubārak "abbasso Mubārak"; lā li-Mubārak, "No a Mubārak"; suqat al-tāghiya Mubārak, "cada il tiranno Mubārak"

Circa mille persone risultano in stato di fermo dall'inizio della protesta secondo fonti della sicurezza. Intanto per tutta la notte tra il 26 e il 27 gennaio, secondo l'emittente Al Jazeera, gli scontri nelle città egiziane non sono cessati. I fermati vengono accusati di manifestazione non autorizzata, danneggiamento di luoghi pubblici e di blocco stradale.
L'esponente dell'opposizione egiziana più noto al di fuori del paese, Muhammad al-Barādeʿī, intanto fa il suo ritorno in Egitto e annuncia di voler sostenere la protesta e di essere pronto a guidare la transizione dopo la caduta di Mubārak se il popolo gli darà il consenso.
Lo stesso giorno al-Barade'i, in risposta alle parole del Segretario di Stato americano Hillary Clinton che aveva definito "stabile" il governo di Mubarak, annuncia di essere "allibito e sconcertato" e chiede in una lettera al Daily Beast se con "stabilità" si intendesse riferirsi a "29 anni di leggi d'emergenza, a un presidente con un potere imperiale, a un Parlamento che è quasi una beffa, a una magistratura che non è indipendente".
Mentre ad Ismailia, nel nord dell'Egitto, i manifestanti vengono dispersi dalla polizia, alla quale vengono contestati metodi illegittimi, al Cairo giungono altri 10 blindati e la borsa della capitale registra forti cali. Si decide anche per l'interruzione delle partite del campionato di calcio.
A Suez alcuni edifici pubblici sono dati alle fiamme, tra cui una parte dell'ospedale pubblico. All'interno della città portuale 35 persone, fra cui 5 poliziotti, sono gravemente contuse, mentre i manifestanti danno fuoco ai blindati della polizia.
Il timore, nel frattempo, di una fine prossima della dittatura del presidente egiziano, viene considerata dai tradizionali sostenitori del governo egiziano (a partire da Stati Uniti, Italia, Francia e Germania) come foriera di una forte destabilizzazione per l'intero quadro politico del Nordafrica.
Nel frattempo circola la notizia, diffusa dal quotidiano britannico The Telegraph, riguardante un documento diplomatico segreto pubblicato sul sito WikiLeaks che riferisce di accordi riservati tra gli USA e presunti capi della rivolta in atto nel paese. Secondo queste notizie, gli Stati Uniti sarebbero giunti ad un accordo in base al quale se da un lato dichiaravano ufficialmente appoggio al governo alleato di Ḥosnī Mubārak, dall'altro da almeno tre anni avrebbero fiancheggiato segretamente alcuni dissidenti dietro la rivolta di piazza egiziana. Tale accordo farebbe parte di un piano volto a favorire un "cambio di regime" in senso democratico al Cairo nel 2011.
Nel documento del 30 dicembre 2008 l'ambasciatrice americana al Cairo cita un giovane dissidente egiziano del Movimento "6 aprile" aiutato dalla stessa ambasciata a partecipare a un incontro di dissidenti a Washington assieme a esperti e funzionari del Governo degli Stati Uniti. Al suo ritorno al Cairo, il dissidente egiziano ha rivelato ai diplomatici americani che era stata formata un'alleanza fra gruppi di opposizione con un piano per rovesciare nel 2011 il governo del presidente Mubārak e per installare in Egitto un governo democratico, in vista delle elezioni presidenziali del 2011.
Nel cablogramma si sostiene inoltre che il piano è "così delicato da non poter essere messo per iscritto" e si afferma la necessità che l'identità del dissidente vada tenuta nascosta per evitare rappresaglie al suo rientro in Egitto. L'alto rappresentante statunitense, infine, si chiede se il piano, che definisce "non realistico", appaia nei fatti realizzabile.

### Mubārak posto sotto pressione

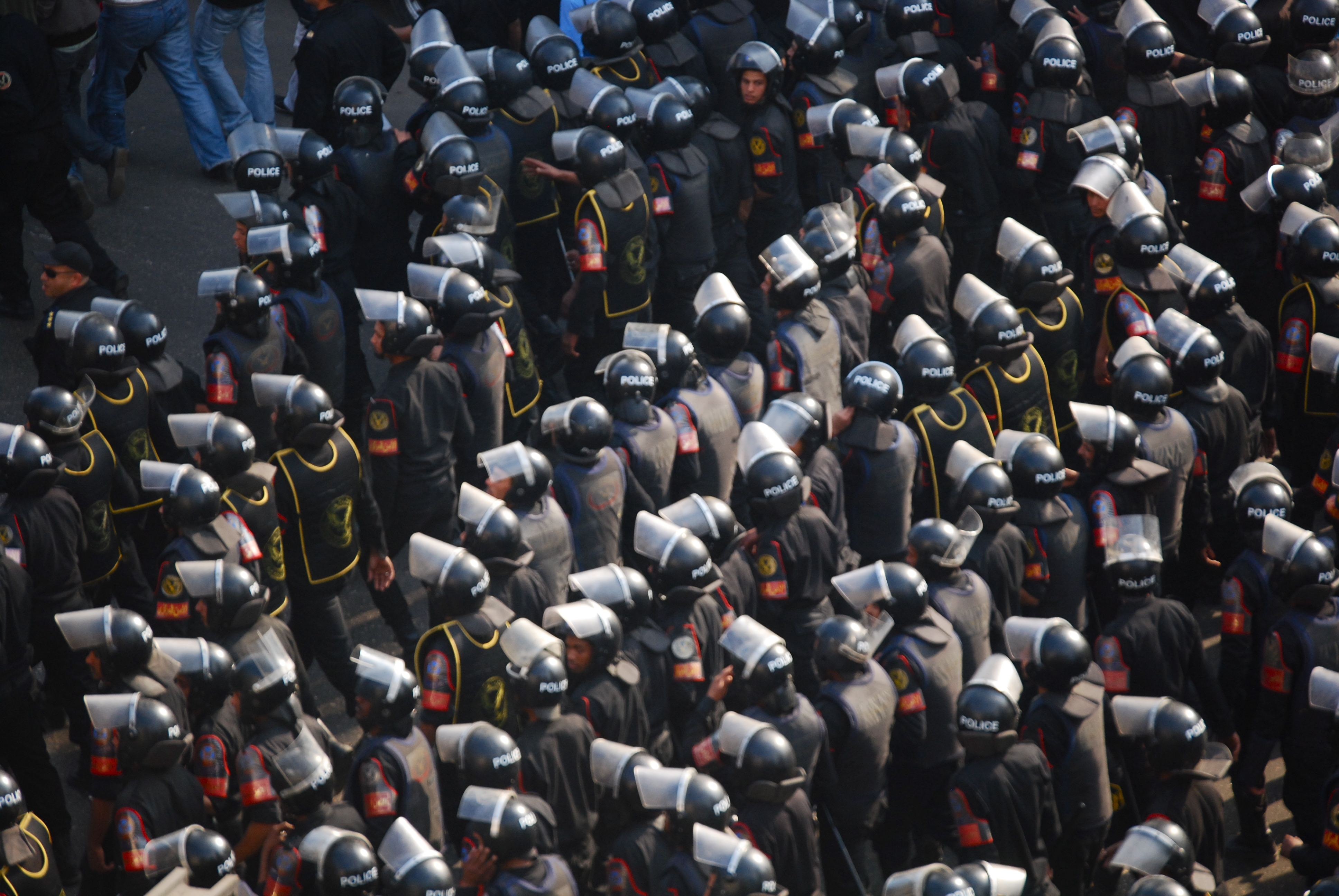
Le forze di polizia egiziane in assetto antisommossa

Decine di migliaia di persone il 29 gennaio scendono in strada per chiedere che il presidente Mubārak abbandoni il potere, il giorno dopo che lo stesso presidente aveva annunciato in televisione in un discorso tenuto alla nazione che "le violenze di queste ore sono un complotto per destabilizzare la società".
Mubārak aveva inoltre affermato di aver chiesto al governo di dimettersi, con la promessa dell'incarico per l'indomani a un nuovo esecutivo.

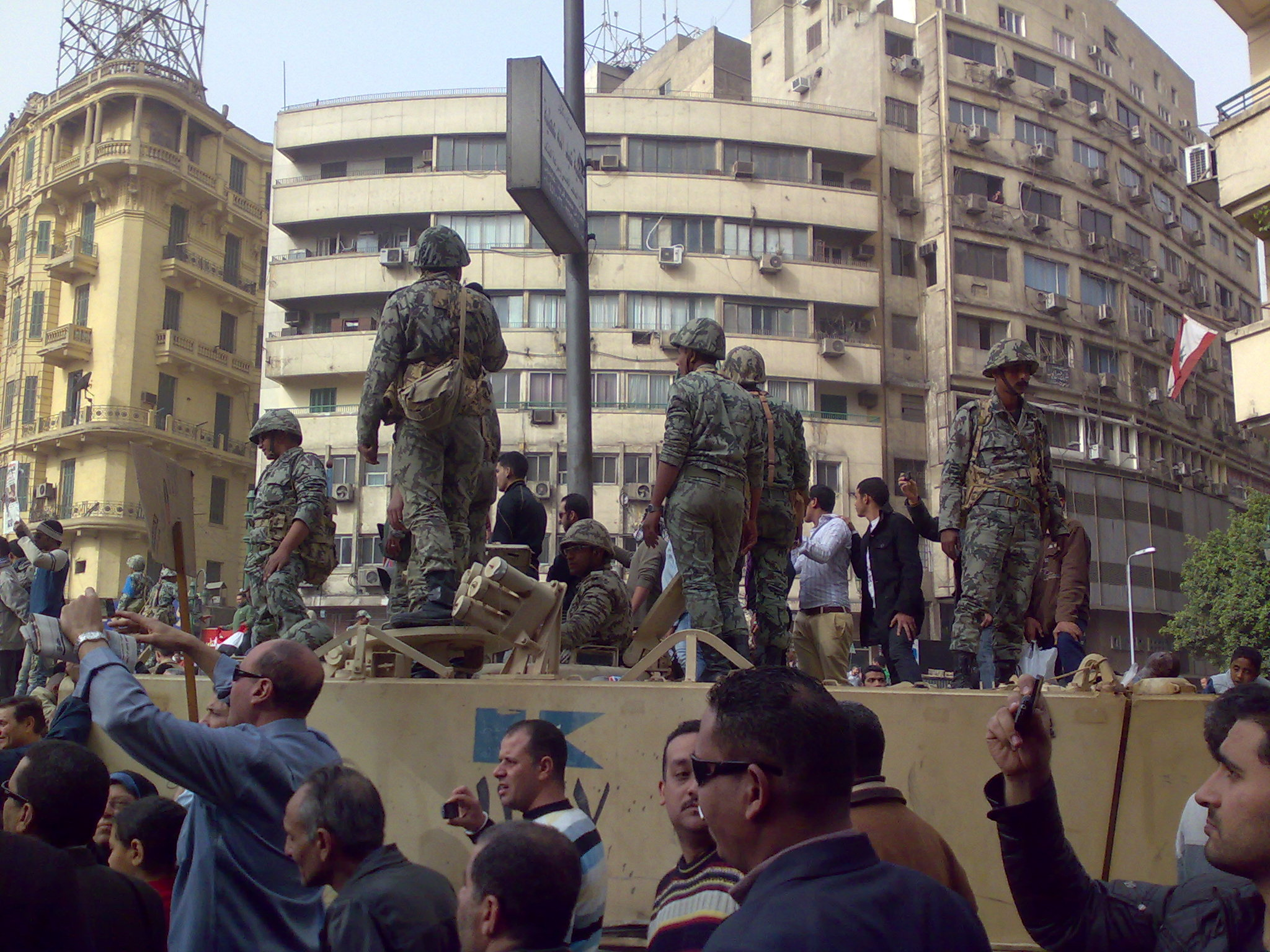
Dimostranti manifestano attorno a un cingolato dell'esercito a Mīdān al-Taḥrīr (Piazza della Liberazione), la piazza più nota del centro del Cairo

Il numero dei morti dall'inizio della rivolta sale a cento, anche se Al Jazeera ha parlato di cento morti nella sola giornata di venerdì, si verificano assalti ai ministeri nel Cairo ai quali la polizia e l'esercito reagiscono impiegando armi da fuoco, mentre la piazza principale della capitale è circondata dai carri armati dell'esercito, che intanto ha preso in mano la situazione.
Quando manifestazioni e scontri poi sono in atto in tutto il paese, in mattinata diversi detenuti di un carcere nei pressi della cittadella del Cairo, riescono a fuggire prendendo con sé tutte le armi in custodia dopo aver dato fuoco ai posti di guardia.
Il Museo egizio del Cairo subisce il saccheggio, nel corso del quale si registra anche la distruzione di due mummie faraoniche, nonché la sottrazione di diversi reperti.
Per le ore 16:00 del giorno 29 si fa ricorso alla misura del coprifuoco (esteso al Cairo, ad Alessandria e Suez), ma, nonostante gli appelli dell'esercito, i manifestanti ignorano volutamente tale disposizione e affollano le piazze, talvolta solidarizzando con gli stessi militari.
Le dimissioni ufficiali dei ministri vengono presentate nel primo pomeriggio del 29 gennaio. Diverse ore dopo viene reso noto che il capo dei servizi segreti egiziani, ʿUmar Sulaymān, è stato nominato vice presidente della Repubblica, facendo quindi intravedere la concreta possibilità che a succedergli non sia più suo figlio Gamāl, bensì (secondo quanto stabilito dalla Costituzione) ʿUmar Sulaymān.
Il numero delle vittime sale a centocinquanta nella giornata del 30 gennaio. Quando il presidente decide di attuare un nuovo giro di vite nel tentativo di porre sotto controllo la rivolta (rafforzando la presenza dei militari per le strade e ricorrendo maggiormente all'impiego di blindati e aerei militari che sorvolano la capitale), al-Barāde'i rinnova il proprio invito a Mubārak a lasciare la presidenza e si ripropone come nuovo leader del paese. Il Governo degli Stati Uniti, intanto, per bocca del Segretario di Stato Hillary Clinton e attraverso lo stesso presidente Barack Obama, fa sapere di appoggiare "una ordinata transizione verso un governo che sia in linea con le aspirazioni del popolo egiziano".

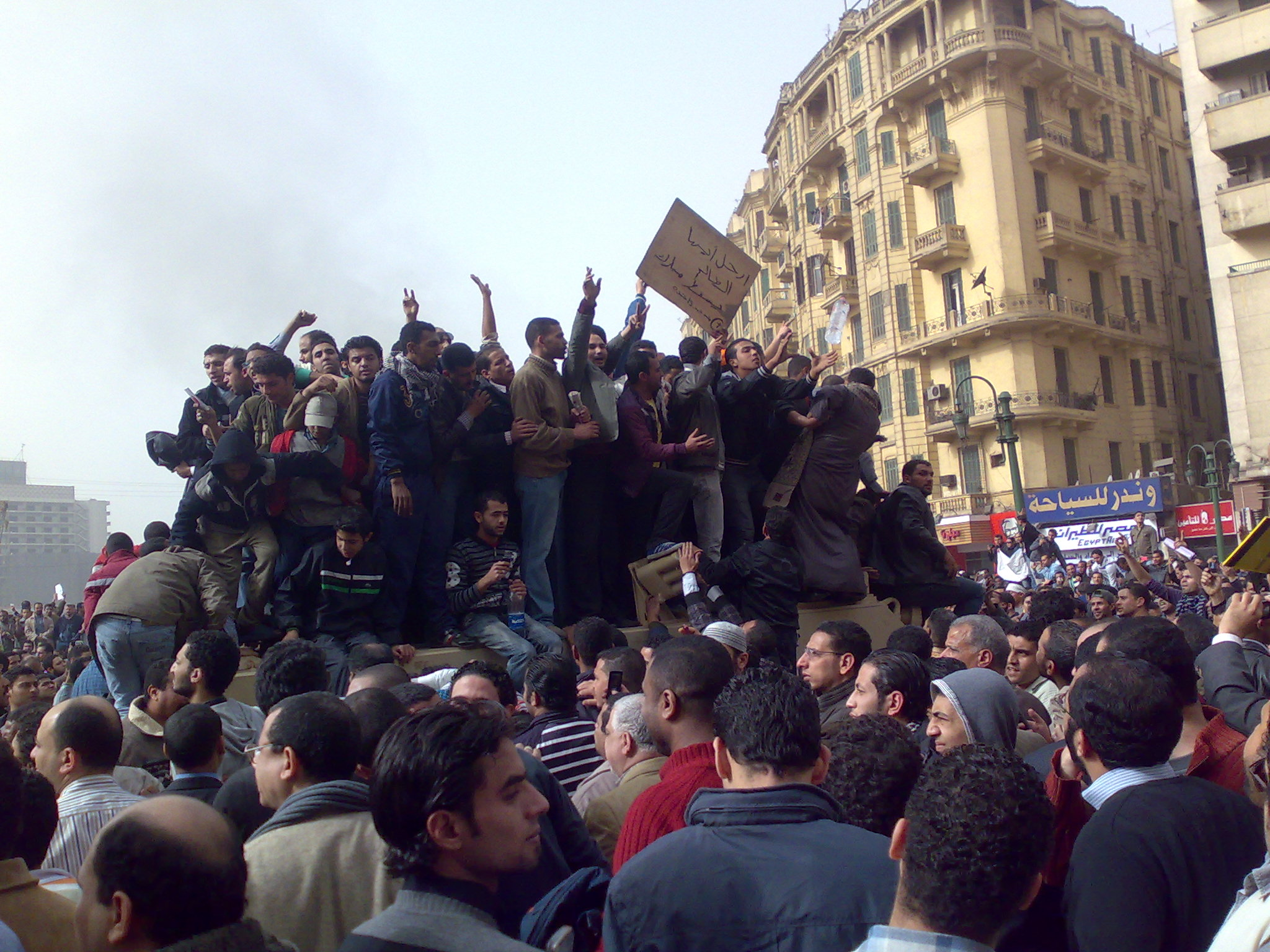
Manifestanti su un carro armato a Piazza Tahrir il 29 gennaio

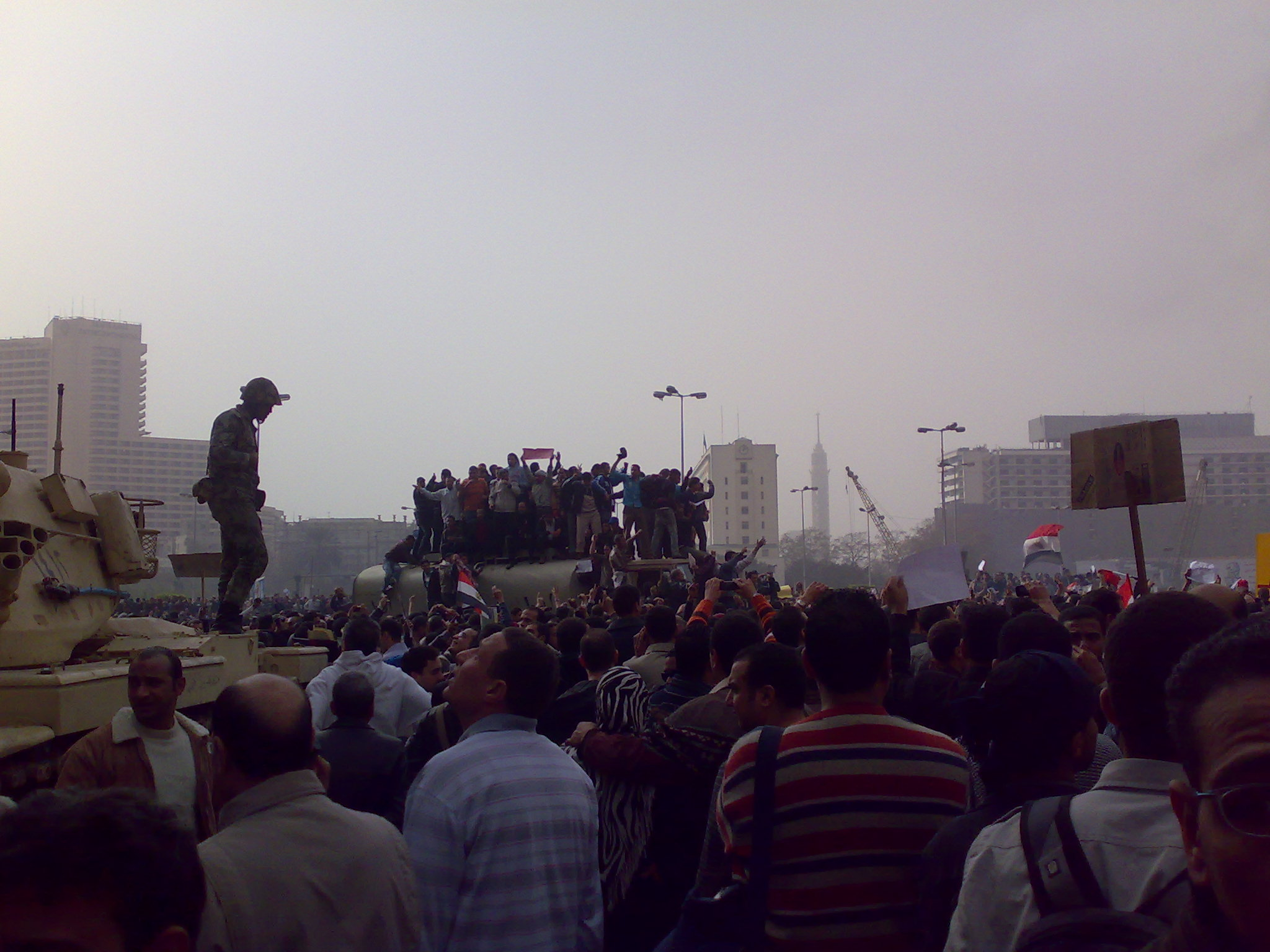
La popolazione affolla piazza Tahrir e fraternizza con l'esercito inscenando proteste sui blindati

Il 31 gennaio, nella speranza di calmare l'escalation della protesta, Mubārak dimette il suo gabinetto, dando corso a un nuovo governo, tra i quali componenti figurano il Ten. Gen. ʿUmar Sulaymān, già nominato vicepresidente, Jabir Asfur come ministro della Cultura, Samir Radwan ministro delle Finanze, l'ambasciatore Ahmad Abu l-Ghayt come ministro degli Esteri, il feldmaresciallo Moḥammed Ḥoseyn Ṭanṭāwī ministro della Difesa e il Maresciallo dell'Aria Ahmad Shafiq Primo ministro. Diversi altri dicasteri, tra i quali quelli della Giustizia, dell'Istruzione e della Sanità sono lasciati vacanti. Il ricambio più rilevante è quello che riguarda il ministro degli Interni, additato come responsabile dell'uso delle armi da fuoco contro i manifestanti, sostituito con l'anziano generale Maḥmūd Wajdī.
Il presidente dell'Assemblea del popolo, il parlamento egiziano, Aḥmad Fatḥī Surūr, fa sapere che sarà aperta un'inchiesta sulla regolarità delle contestate elezioni parlamentari del 2010 (vinte con netta maggioranza dal partito del raʾīs Mubārak), la cui dubbia legittimità ha rappresentato (insieme alla disoccupazione, specialmente giovanile, alla crescita ingente della corruzione del regime e allo stato di precarietà economica in cui è tenuto il paese) un elemento di crescente malcontento ed esasperazione nella popolazione.
Nel frattempo gli assai numerosi manifestanti del Cairo, di ogni sesso e religione, contravvenendo al coprifuoco anticipato alle ore 15:00, lanciano l'invito affinché si raccolgano, in una mobilitazione generale, un milione di dimostranti nella sola Il Cairo. I militari annunciano la propria decisione, sfidando l'autorità di Mubārak, di non usare la forza contro la popolazione che intenderà ancora dimostrare per richiedere la fine del potere del presidente.
All'indomani della manifestazione svoltasi nella capitale alla quale, si viene a sapere, hanno partecipato due milioni di egiziani, e dopo che Mubārak annuncia in televisione di voler aprire un dialogo con le opposizioni, promettendo la libera scelta di colui che gli subentrerà alla carica di presidente e una riforma costituzionale, Barack Obama rinnova il proprio invito al raʾīs a lasciare la carica auspicando l'inizio immediato della transizione democratica.

### Ripresa degli scontri

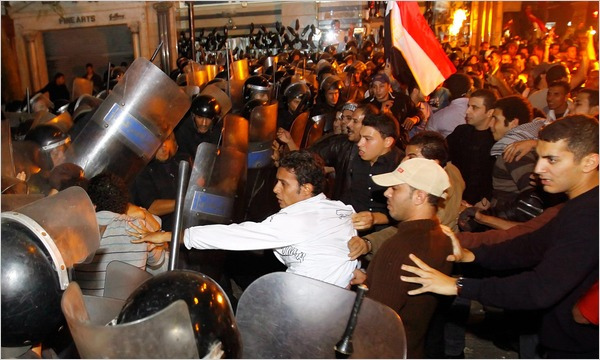
Scontri tra polizia e manifestanti il 2 febbraio a Il Cairo

Il 2 febbraio, a dispetto degli inviti dei militari ad abbandonare l'occupazione di piazza Tahrir, la gente decide di mantenere i presidi nel centro della capitale egiziana. Il coprifuoco viene ridotto di due ore, ma la tensione è ancora alta e scontri con numerosi feriti e qualche morto si verificano tra dimostranti a favore del presidente Mubarak e coloro che ne invocano le dimissioni.
L'epicentro della protesta, piazza Tahrir, nelle giornate del 2 e 3 febbraio diviene luogo di un intenso conflitto (con sassaiole, lanci di oggetti e raffiche di armi da fuoco) tra una parte dei dimostranti che difende il potere del rais (e intende sgomberare dalla piazza i presidi della protesta antigovernativa) e chi da giorni ne richiede la fine del governo trentennale. Stime ufficiali parlano di diverse centinaia di feriti trasportati negli ospedali del Cairo, ormai interessata da numerosi posti di blocco e checkpoint dell'esercito e del tutto paralizzata dalle manifestazioni e dagli scontri, mentre si registrano numerose vittime, secondo una stima provvisorio una decina.
Carri armati ed esercito, nel tentativo di sedare gli scontri tra civili, intervengono per far cessare le violenze tra i gruppi favorevoli a Mubārak e i dimostranti contro il regime. Si registrano, intanto, aggressioni nei confronti dei giornalisti stranieri, già dal 2 febbraio obbiettivo di pestaggi da parte dei sostenitori di Mubārak che cercano di impedire la diffusione di quanto si svolge per le strade della capitale.
Il personale delle Nazioni Unite, comprendente decine di funzionari, lascia il paese per l'ulteriore inasprimento del clima. Di fronte all'intensificarsi della rivolta e all'affacciarsi dello spettro della guerra civile, Mubārak annuncia di riservarsi di presentare le proprie dimissioni a causa della gravità della situazione che, a suo giudizio, andrebbe incontro a un ulteriore peggioramento se il paese rimanesse privo della sua guida.

### Trattative tra governo e opposizione

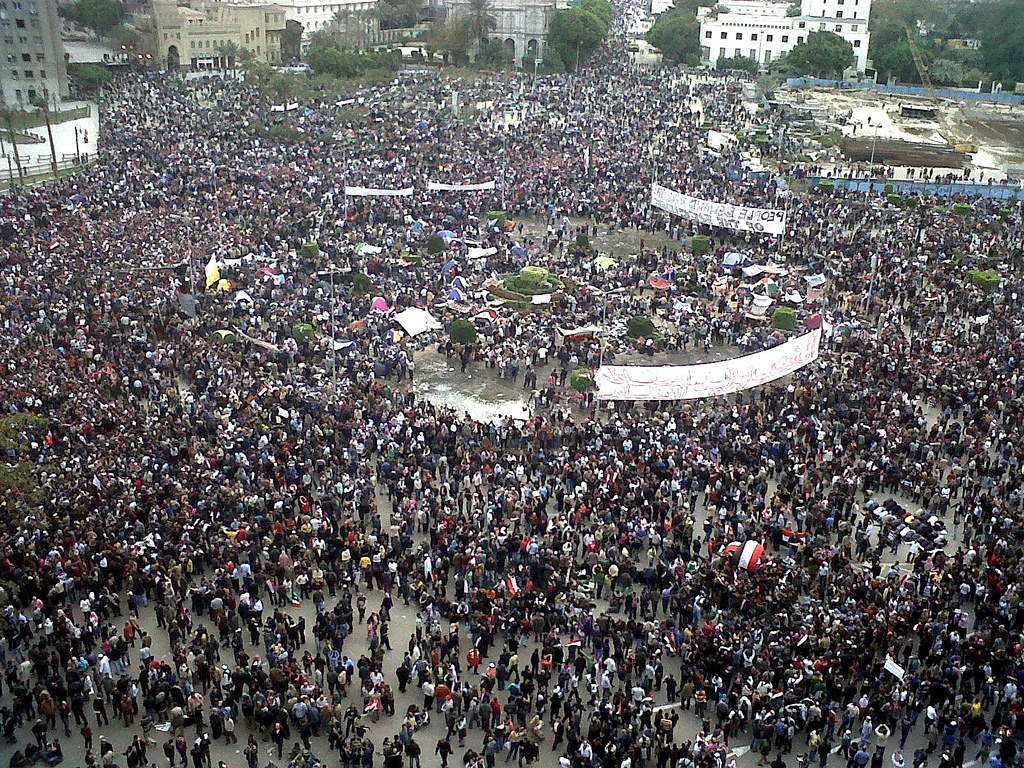
Piazza Tahrir gremita durante la "Giornata della partenza" il 4 febbraio

La diplomazia americana, intanto, si attiva per attuare - in coincidenza con lo scadere dell'ultimatum lanciato dalla piazza che aveva richiesto le dimissioni di Hosni Mubārak entro il 4 febbraio (ribattezzato "giornata della partenza") - la successione del presidente esercitando pressioni affinché il passaggio di consegne avvenga col vicepresidente, ex plenipotenziario dei servizi segreti, ʿOmar Sulaymān. Il New York Times, citando fonti interne all'amministrazione Obama, ha fatto trapelare che le trattative per il conferimento del mandato a Sulaymān sono in atto da giorni.
Le dimissioni del raʾīs, tuttavia, vengono escluse dal Premier egiziano Ahmed Shafīq in un intervento su Al Jazeera, in cui ha respinto l'ipotesi di un passaggio di poteri da Mubārak al vicepresidente. Le manifestazioni di protesta proseguono e il coprifuoco dell'esercito continua a essere sfidato. Mīdān Taḥrīr rimane assediata da migliaia di persone che chiedono una svolta politica immediata. Il 5 febbraio un'esplosione si verifica nei pressi di un oleodotto che trasporta gas naturale a el-ʿArīsh, nel Sinai. L'evento, di natura dolosa, viene ricondotto all'azione di sabotatori. Lo stesso giorno i vertici del Partito Democratico Nazionale di Mubārak, tra i quali il figlio Gamāl, vengono sostituiti.

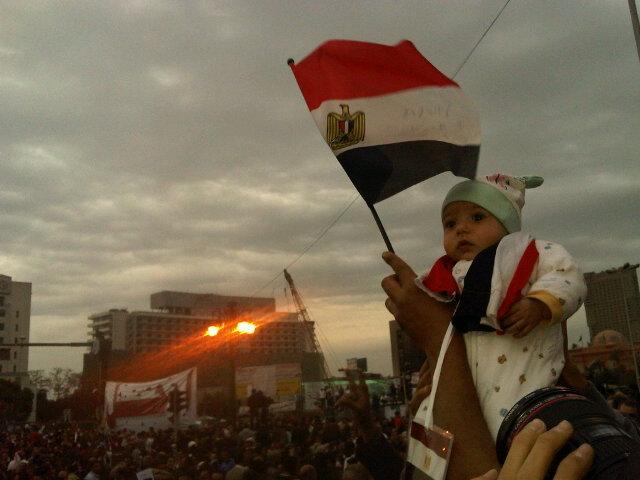
Un bambino egiziano a Piazza Tahrir il 4 febbraio

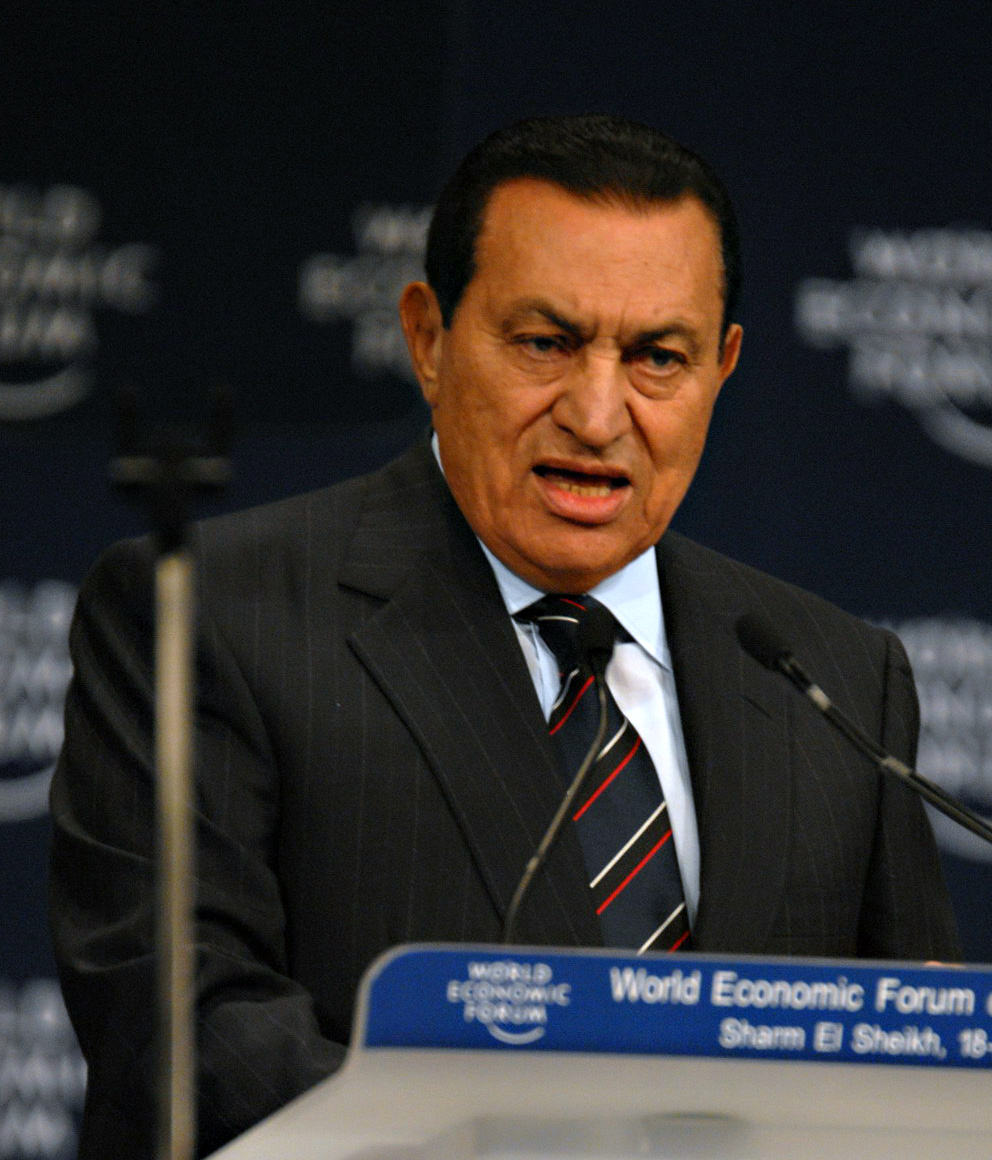
Il presidente Hosni Mubarak

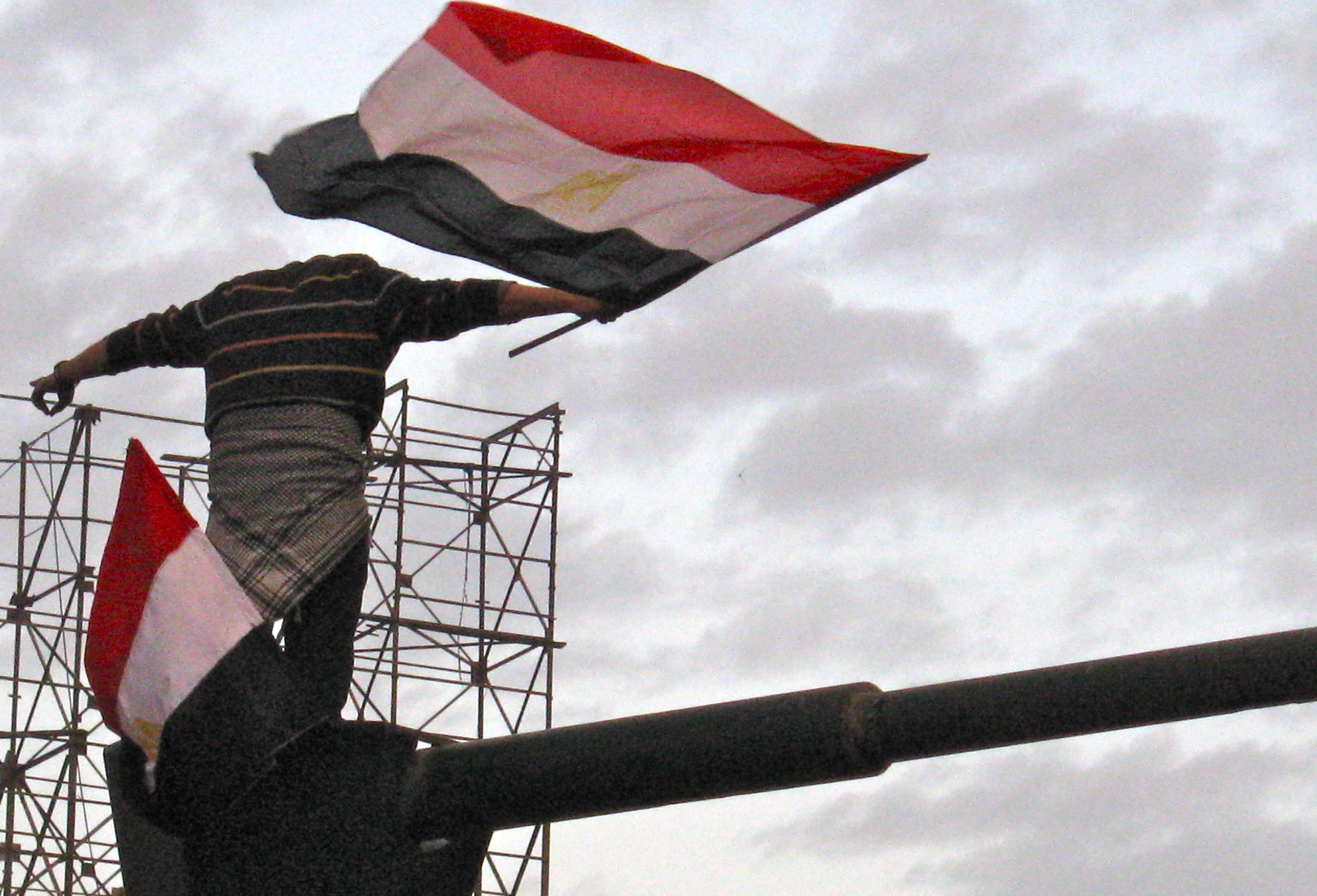
Un manifestante sventola la bandiera egiziana

La situazione per le strade delle città egiziane, andata via via normalizzandosi sin dai primi giorni di febbraio, raggiunge un quadro più favorevole al dialogo tra governo e opposizione. Attraverso trattative condotte tra il regime e il movimento di protesta egiziano, ancorché non rappresentato in tutte le sue sfaccettature, si cerca di raggiungere un accordo per l'istituzione di un comitato congiunto governo-opposizione per l'attuazione di riforme costituzionali entro marzo. L'iniziativa è raggiunta nell'incontro tra il vicepresidente ʿOmar Sulaymān e i rappresentanti dell'opposizione, tra i quali anche una delegazione dei "Fratelli Musulmani", la maggiore formazione di opposizione egiziana, a forte impronta religiosa, sempre tollerata dal regime ma per anni confinata ai margini della scena politica. Le opposizioni, tuttavia, rimangono scettiche verso l'accordo, in primo luogo per il mancato raggiungimento delle dimissioni di Mubārak e Aḥmed Māher, coordinatore del "Movimento del 6 aprile", invoca un'escalation nella protesta, con assedio al palazzo del parlamento, alla sede della televisione ed una marcia verso il palazzo presidenziale.
Il 10 febbraio Ḥosnī Mubārak, mentre la piazza principale della capitale è gremita in attesa dell'annuncio delle sue dimissioni (di cui si è diffusa, nel frattempo, notizia), in un discorso alla tv pubblica dichiara la sua intenzione di trasferire in toto i poteri al vice presidente Sulaymān. Contestualmente rende noto di non volersi ricandidare alle prossime elezioni, che si svolgeranno in settembre, e che sosterrà la transizione verso la riforma della costituzione che, promette, contribuirà a rinnovare. Il presidente esprime quindi la volontà di preparare la strada per eliminare le leggi d'emergenza "nel momento in cui la stabilità è ritrovata e le condizioni necessarie sono in atto".
La folla che segue il discorso del presidente dalla piazza, al suo annuncio di non rassegnare le dimissioni mostra simbolicamente le scarpe, compiendo uno dei gesti più ostili verso il potere costituito, che qualcuno giudica invece offensivo per la propria cultura. Dopo che i militari avevano dichiarato, alcune ore prima che Mubārak sostenesse la non intenzione di dimettersi, che avrebbero appoggiato le domande del popolo, alimentando i timori in un golpe e la speranza nei manifestanti di un approssimarsi della fine del regime, l'11 febbraio nel "comunicato n. 2" le Forze Armate egiziane assicurano che garantiranno "il pacifico passaggio dei poteri" ed "elezioni libere".

### Mubarak rassegna le dimissioni

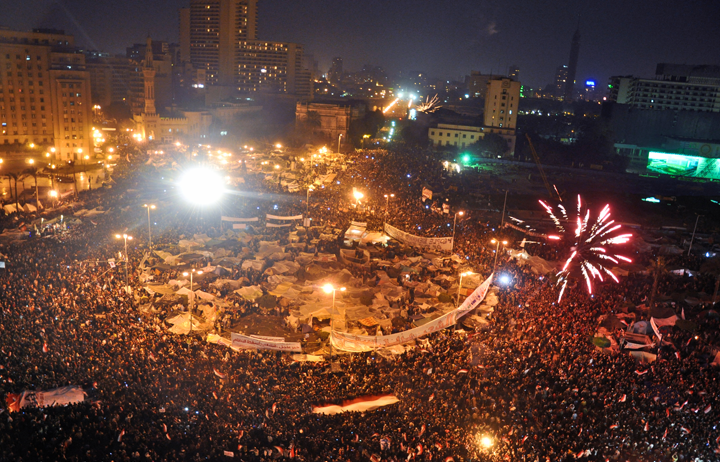
Festeggiamenti per le dimissioni di Mubarak l'11 febbraio

Alla fine di intense trattative tra le diplomazie e di un braccio di ferro tra le opposizioni e il governo che appariva senza esito, Ḥosnī Mubārak, per un trentennio Presidente della Repubblica Egiziana, rassegna l'11 febbraio le dimissioni dalla propria carica. Ad annunciarlo è il vice presidente ʿOmar Suleymān, il quale comunica che Mubārak ha lasciato alle forze armate l'incarico di gestire gli affari dello stato e di decidere del destino politico dell'Egitto. La notizia viene accolta dalle centinaia di migliaia di persone raccoltesi per le strade della capitale per il 18º giorno di protesta con manifestazioni di gioia, mentre in tutto il paese si svolgono i festeggiamenti per un avvenimento atteso da milioni di persone.
Decisive, al fine di indurre il rais alle dimissioni, sono state le pressioni esercitate dalla Casa Bianca. I richiami netti rivolti all'apparato militare egiziano, supportato finanziariamente dall'amministrazione americana, hanno avuto una funzione dirimente al fine di indurre l'esercito a porre Mubārak nelle condizioni di rimettere il proprio mandato. Per alcune ore, il Governo degli Stati Uniti ha assistito a quella che si sarebbe potuta tramutare in una sconfitta per la propria diplomazia e una perdita di forza dell'influenza in Vicino Oriente. Il rais infatti, che nel messaggio rivolto al popolo il 10 febbraio aveva negato di volersi dimettere, aveva nella stessa occasione sottolineato di non voler accettare i diktat di altri paesi. Tale affermazione è apparsa un riferimento chiaro ai tentativi da parte degli USA di spingerlo a lasciare la presidenza.

## Il potere in mano al Consiglio supremo delle forze armate

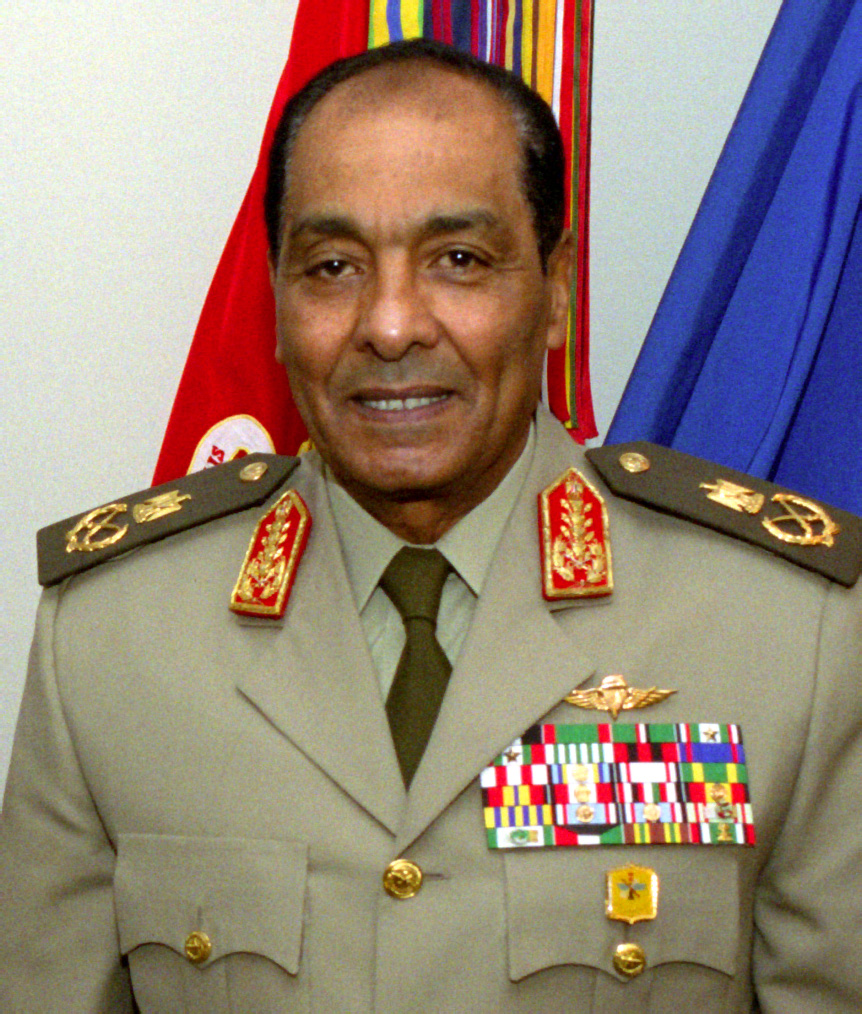
Il feldmaresciallo Moḥammed Ḥoseyn Ṭanṭāwī

L'uscita di scena di Mubārak (il quale alcune ore dopo le dimissioni abbandona il Cairo e si rifugia nella sua residenza di Sharm el-Sheikh) lascia il potere politico sotto il controllo del Consiglio supremo delle forze armate, composto da 18 militari e presieduto dal feldmaresciallo Moḥammed Ḥoseyn Ṭanṭāwī, uomo chiave della giunta e Presidente provvisorio dell'Egitto in virtù dell'assunzione de facto dei poteri presidenziali. Ai militari viene demandato il compito di traghettare il paese verso la democrazia.
Mentre il governo rimane ufficialmente in carica, il parlamento viene sciolto dal Consiglio, che decide anche per la sospensione della costituzione. La giunta, che promette di mettere fine allo stato d'emergenza in vigore nel paese dal 1981 solo quando le condizioni lo richiederanno, annuncia che rimarrà al potere per sei mesi o fino alle prossime elezioni legislative e presidenziali e che rispetterà i trattati internazionali, fra cui quello che sancisce la pace con Israele. Viene decisa inoltre l'istituzione di un comitato che si occuperà di emendare la carta costituzionale.
Il premier egiziano Ahmad Shafiq, dopo che per giorni numerosi egiziani avevano continuato a protestare in piazza Tahrir chiedendo le sue dimissioni, ritenendolo colluso col vecchio regime, il 3 marzo rimette il proprio incarico di Primo ministro.
Il referendum sugli emendamenti alla Costituzione della Repubblica araba d'Egitto si tiene il 19 marzo. La consultazione registra il 77,2% dei sì, che consentono in questo modo l'implementazione di elezioni parlamentari e presidenziali entro la fine dell'anno.

## Reazioni e conseguenze sul piano internazionale
Allontanamento del capo di Stato
     Cambiamento del primo ministro
     Sommosse
     Proteste maggiori
     Proteste minori
     Qualche incidente
     Proteste collegate
     Assenza di incidenti

Conseguenze dei moti di protesta in Nordafrica e Vicino Oriente del 2011:
Allontanamento del capo di Stato
Cambiamento del primo ministro
Sommosse
Proteste maggiori
Proteste minori
Qualche incidente Paesi non arabi:
Proteste collegate
Assenza di incidenti

Le paure di un epilogo violento del regime del rais hanno indotto la comunità internazionale, quantomeno all'inizio della rivolta, ad avere atteggiamenti di fiducia verso il presidente. La segretaria di stato degli USA Clinton il primo giorno di rivolta non si è sbilanciata, affermando la stabilità del governo egiziano, alleato di ferro del Paese e destinatario, secondo alcuni calcoli, di sessanta miliardi di dollari, o poco meno, dal 1982. L'amministrazione Obama, non esprimendo una linea decisa sin dall'inizio degli eventi, ha mostrato segnali di confusione e debolezza, causati, secondo alcuni, da una assenza di referenti politici fidati nella regione mediorientale al di là dei governi dittatoriali da loro stessi fiancheggiati e sempre più privati del consenso popolare. Proprio l'incompatibilità crescente tra un mondo in trasformazione e delle figure di governo ormai inadatte, privilegiate negli anni nello scacchiere mondiale dalla logica della stabilità, costituiscono il luogo di una analisi più approfondita per la politica estera statunitense a proposito dello scenario mediorientale.
I tradizionali sostenitori del governo egiziano, a partire da Stati Uniti, Italia, Francia e Germania, hanno intravisto nella caduta del potere di Ḥosnī Mubārak, cardine degli equilibri politici del Nordafrica negli ultimi decenni, il pericolo di una forte destabilizzazione per l'intero quadro politico vicino-orientale. L'Egitto di Mubarak, dal punto di vista dell'amministrazione americana, è considerato un caposaldo dello status quo della regione. La pace, ancorché asettica, tra Egitto e Israele rimane l'asse portante del quadro politico modellato dagli stati occidentali. Stati Uniti, Unione europea e Onu hanno chiesto con insistenza l'inizio della transizione verso la democrazia, senza nondimeno affermare con chiarezza la richiesta di abbandono del potere del rais. Israele, come gran parte dell'Occidente, teme che gli accordi di pace di Camp David del 1978 possano venire messi in discussione, con un significativo pericolo di una recrudescenza dei rapporti degli stati del Vicino Oriente.

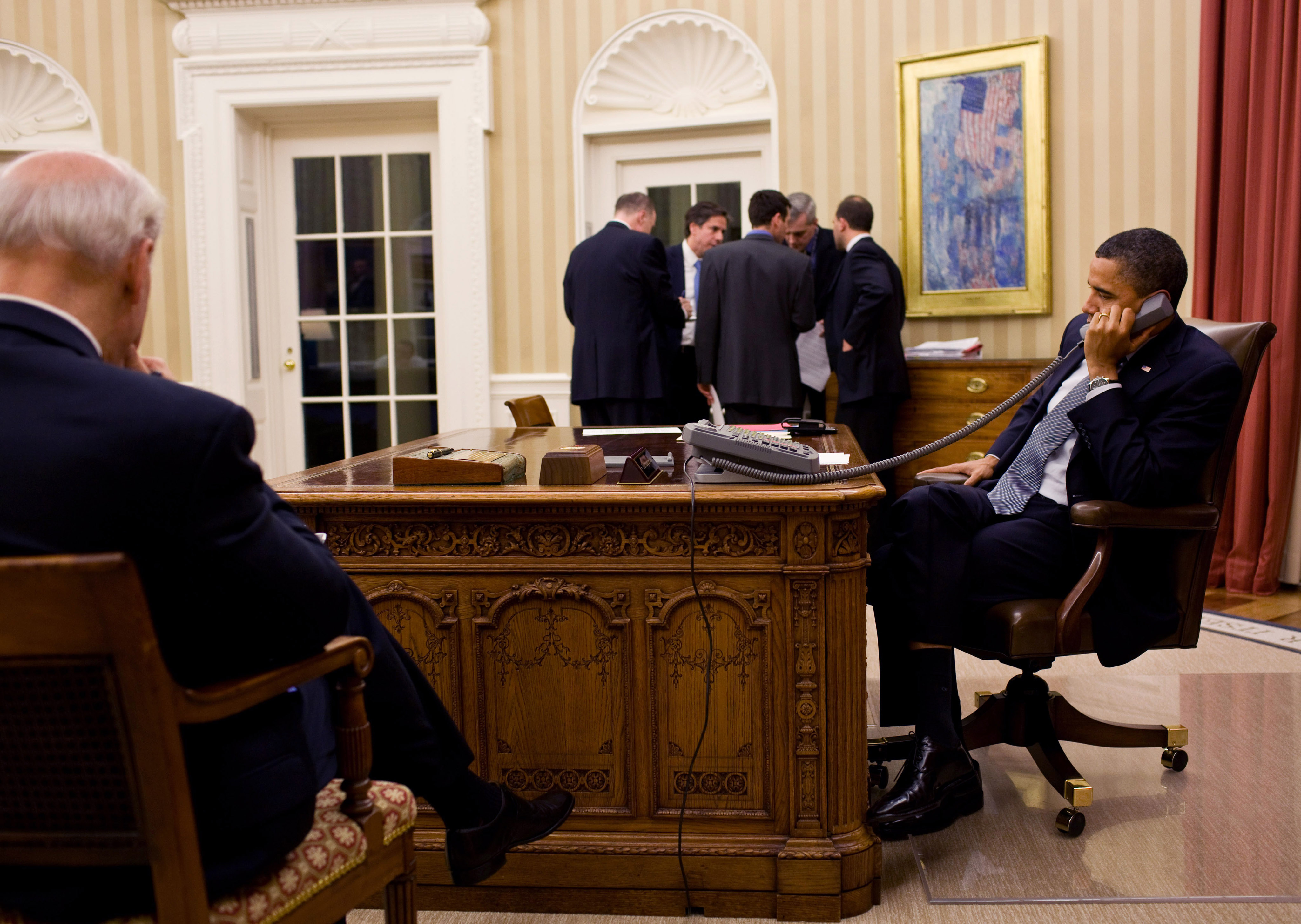
Il Presidente Barack Obama chiama Mubārak durante le proteste

Quando però la situazione è sembrata peggiorare, anche di fronte ai soprusi della polizia, il presidente Obama si è schierato a fianco del popolo egiziano chiedendo "immediate riforme". Al fine di influenzare le scelte del governo Mubārak, per bocca dell'alto rappresentante Robert Gibbs, gli Stati Uniti si sono detti pronti a rivedere la politica di assistenza a favore del Cairo. L'Egitto rappresenta inoltre, dopo l'Algeria, il primo mercato di destinazione delle esportazioni europee (circa 13 miliardi di euro) nel Mediterraneo meridionale. Lo Stato d'Israele, attraverso il primo ministro Benjamin Netanyahu, a pochi giorni dallo scoppio delle sommosse ha dichiarato che è interesse dell'intero Vicino Oriente mantenere la stabilità del regime, anche in considerazione del pericolo di una deriva fondamentalista della protesta egiziana.
I timori di instabilità nelle nazioni vicine sono apparsi tanto più fondati, quanto più il moto di rivolta è giunto a interessare gran parte dell'area nordafricana, con fermenti e agitazioni in atto anche in Marocco, Giordania, Siria e Libia, stati tradizionalmente considerati stabili dal punto di vista politico. Altresì Yemen, Algeria, Libano e Oman sono coinvolti da sommovimenti di natura sociale e politica.
La Repubblica islamica dell'Iran, le cui relazioni diplomatiche con l'Egitto sono sospese dal 1979, ha espresso pieno sostegno alla rivolta egiziana, sperando in un cambiamento degli equilibri a favore di una svolta teocratica, simile a quella avvenuta nello stesso Iran con la rivoluzione iraniana del 1979. La Fratellanza musulmana, la più grande organizzazione politica di ispirazione islamica, nata in Egitto nel 1928, molto radicata nel paese e vicina ad Hamas (nato nel 1987 come appendice in Palestina, ma più radicale per il ricorso alla lotta armata e una spiccata identità nazionalista), è fortemente temuta dall'Occidente e, segnatamente, dai governi israeliano e americano. Il presidente degli Stati Uniti infatti, in un'intervista a Fox News, ha sostenuto che "è importante che non crediamo che le uniche due opzioni siano i Fratelli Musulmani o un popolo egiziano oppresso". Gli USA si sono adoperati sin dal principio perché si realizzasse un passaggio di poteri tra Mubārak e ʿOmar Sulaymān, recentemente nominato vice Presidente, con l'uscita di scena definitiva del raʾīs. Oltre ad elevare lo stato di guardia delle potenze occidentali e di Israele, che si pronuncia in auspici del mantenimento degli equilibri attuali, con la maggior parte delle nazioni del Maghreb e del Vicino Oriente in mano a dittatori de facto, la crisi egiziana accentua lo iato tra lo stesso governo Netanyahu e l'amministrazione Obama, più favorevole a bilanciare le istanze di libertà con il bisogno della stabilità.

## Le cause

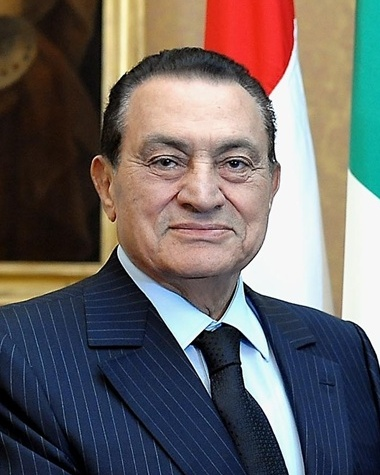
Hosni Mubarak, ex presidente dell'Egitto

### Crescita economica e povertà
Uno dei moventi della rivolta egiziana del gennaio 2011 è stato individuato soprattutto nel forte desiderio di rinnovamento del regime politico, cristallizzato attorno alla figura del presidente Hosni Mubarak, elemento cardine degli equilibri del paese negli ultimi trent'anni. Come per la Tunisia, dove le sollevazioni hanno avuto come obiettivo quello di un mutamento del vertice governativo occupato da una figura dittatoriale, anche in Egitto a provocare la detonazione della protesta sono stati elementi come l'aumento dei prezzi dei generi alimentari e la crisi occupazionale che colpisce in particolare i giovani. Per l'Egitto, nondimeno, le cause della rivolta non sono da individuare nel deterioramento della situazione economica del paese, malgrado quest'ultimo, sebbene in pieno sviluppo, registri il 40% della popolazione su di un totale di 85 milioni che vive con meno di 1,50 € al giorno.
L'Egitto, infatti, il cui PIL annuo è cresciuto ad un ritmo superiore al 5%, ha conosciuto negli ultimi anni la caduta del tasso di disoccupazione dall'11,2% all'8,9%, un aumento del tasso di IDE, con un livello di destinazione di risorse totale da parte di economie esterne per circa 8 miliardi di dollari annui nei settori del turismo, dell'industria e della finanza e inoltre non ha subito i contraccolpi della recente crisi finanziaria che ha colpito le maggiori economie occidentali.
Il governo, a partire dal 2000, ha attuato una serie di riforme, compresi provvedimenti finalizzati alla liberalizzazione del mercato del lavoro ed alla ristrutturazione del sistema bancario, che hanno fortemente incrementato i livelli di sviluppo delle imprese egiziane. Tuttavia, l'economia, nella quale negli ultimi anni si è registrato, al pari della Tunisia e degli altri mercati internazionali, un forte incremento dell'inflazione e dei prezzi dei generi alimentari, presenta anche aspetti dannosi, come un livello di corruzione molto alto, forti disuguaglianze nella distribuzione del reddito e, soprattutto, un cospicuo tasso di disoccupazione giovanile. Tale dato ha ripercussioni particolarmente negative se proiettate sul quadro politico e sociale del paese, tanto più che esso si riferisce alla popolazione giovanile con maggiore scolarizzazione. All'aumento del grado di scolarizzazione, notevolmente promosso dalle autorità egiziane, non è subentrato un incremento della domanda di lavoro ed una diffusione più ampia dell'impiego tra i giovani in possesso di un titolo di studio.
La forte domanda di cambiamento da parte della popolazione egiziana, specie quella di giovane età (con il 29% della popolazione che ha un'età compresa tra i 15 e i 29 anni), dunque, a dispetto di un generale miglioramento della situazione economica negli ultimi anni, è stata sostenuta, più che da una richiesta di riforme in ordine all'assetto economico, da una forte volontà di mutamento delle condizioni sociali, oltreché da istanze molto radicate di trasformazione del regime politico in senso democratico e pluralistico.

### Il trentennale stato d'emergenza
Le richieste di democrazia si uniscono ad un malessere suscitato dalle condizioni generate da uno stato di polizia che ha conculcato le libertà personali dei cittadini egiziani, in virtù di uno stato di emergenza in atto per oltre trent'anni e mai revocato. Lo stato di emergenza, in base al quale il presidente Mubārak ha potuto dichiarare il coprifuoco e far intervenire l'esercito, è stato introdotto nella legislazione egiziana nel 1981, dopo l'assassinio del presidente Anwar al-Sadat per mano di estremisti islamici, e da allora sempre prorogato. Tale stato di crisi, che conferisce allo Stato poteri speciali, assegna la facoltà alla polizia di attuare arresti per periodi illimitati e permette il ricorso ai tribunali speciali.

### La corruzione dilagante
Altro dato significativo dell'Egitto è l'alta percentuale di diffusione della corruzione. Transparency International ha collocato il Paese, in base all'indice di percezione della corruzione (Corruption Perception Index), al 98º posto della classifica globale, con un indice di percezione della corruzione nell'ultimo anno della rilevazione (2010) di 3,1. La ricchezza, peraltro, risulta ripartita in modo non equo con una minima percentuale della popolazione che controlla la maggior parte della ricchezza del paese, mentre esiste un 20% degli egiziani che vive al di sotto della soglia di povertà. Secondo alcuni calcoli, la famiglia di Mubārak ha accumulato nel corso di trent'anni di potere un capitale che si aggira tra i 50 e i 70 miliardi di dollari, tra immobili di prestigio sparsi in tutto il mondo, asset finanziari e ingentissimi capitali custoditi in conti segreti all'estero.

## Attivisti politici
- Asmaa Mahfouz
- George Isaac
- Ahmed Ghanem (scrittore politico)
- Israa Abdel-Fattah

## Filmografia
- Omicidio al Cairo (The Nile Hilton Incident), regia di Tarik Saleh (2017)